# マーク・ヘルフリッチ
マーク・ヘルフリッチ（Mark Helfrich）は、アメリカ合衆国の映画編集技師。アメリカ映画編集者協会の会員。
主にアクション映画の編集が多い。1990年代後半以降はブレット・ラトナー監督作品の編集を多く行っている。2006年、『X-MEN:ファイナル ディシジョン』で第11回サテライト賞編集賞をマーク・ゴールドブラット、ジュリア・ウォンと共に受賞した。
また、テレビドラマ『プリズン・ブレイク』、『BONES』の格1話ずつの監督、2007年には映画『噂のアゲメンに恋をした!』の監督を務めた。

## 主な作品

### 編集
- ニンジャII/修羅ノ章 Revenge of the Ninja (1982)
- ランボー/怒りの脱出 Rambo: First Blood Part II (1985)
- プレデター Predator (1987)
- アクション・ジャクソン/大都会最前線 Action Jackson (1988)
- ダークエンジェル I Come in Peace (1990)
- ストーン・コールド Stone Cold (1991)
- ラスト・ボーイスカウト The Last Boy Scout (1991)
- ボディ・ターゲット Nowhere to Run (1993)
- スリー・リバーズ Striking Distance (1993)
- ショーガール Showgirls (1995)
- ランナウェイ Money Talks (1997)
- クロスゲージ Most Wanted (1997)
- ラッシュアワー Rush Hour (1998)
- 最終絶叫計画 Scary Movie (2000)
- 天使のくれた時間 The Family Man (2000)
- ラッシュアワー2 Rush Hour 2 (2001)
- レッド・ドラゴン Red Dragon (2002)
- ダンス・レボリューション Honey (2003)
- ダイヤモンド・イン・パラダイス After The Sunset (2004)
- プリズン・ブレイク Prison Break (2005) テレビドラマ、パイロット版
- X-MEN:ファイナル ディシジョン X-Men: The Last Stand (2006)
- ラッシュアワー3 Rush Hour 3 (2007)
- ニューヨーク、アイラブユー New York, I Love You (2009) ブレット・ラトナー監督部分
- フォー・クリスマス Four Christmases (2008)
- デビルクエスト Season of the Witch (2011)
- ペントハウス Tower Heist (2011)
- ムービー43 Movie 43 「ハッピー・バースデー」 (2013)
- ゴースト・エージェント/R.I.P.D. R.I.P.D (2013)
- ヘラクレス Hercules (2014)
- ジュマンジ/ウェルカム・トゥ・ジャングル Jumanji: Welcome to the Jungle(2017)

### 監督
- 噂のアゲメンに恋をした! Good Luck Chuck (2007)